# 6. Armee (Rote Armee)
Die 6. Armee (russisch 6-я армия) war ein Großverband der Roten Armee, die im Zweiten Weltkrieg mehrmals zerschlagen und neu aufgestellt wurde. 1939 rückte diese Armee in das östliche Polen ein, im Sommer 1941 wurde sie in der Kesselschlacht bei Uman eingeschlossen und zerschlagen. Die folgende neue Formation wurde im Mai 1942 während der Schlacht bei Charkow zerschlagen. Die letzte Formation im Zweiten Weltkrieg war 1945 maßgebend an der Belagerung von Breslau beteiligt.

## Erste Formation
Die 6. Armee wurde am 28. September 1939 im Sondermilitärbezirk von Kiew auf Grundlage des Oberkommandos der in der westlichen Ukraine eingesetzten Heeresgruppe Wolotschisk aufgestellt.

### 1939
Ab 17. September nahmen die Divisionen der Heeresgruppe Wolotschisk unter dem Oberbefehl von General Filipp Iwanowitsch Golikow im Rahmen der Ukrainischen Front mit folgenden Verbänden an der Invasion in Ostpolen teil:
- 17. Schützenkorps: 96., 97. und 99. Schützendivision, 10. Panzerbrigade
- 2. Kavalleriekorps: 3., 5. und 14. Kavalleriedivision, 24. leichte Panzerbrigade

Am Beginn der Invasion wurde Tarnopol besetzt und der Vormarsch in Richtung auf Lemberg fortgesetzt. Die Truppen des 2. Kavalleriekorps rückten auf der Route Zolkiew, Rawa-Ruska, Nemirow, Magierow, Ljubaczow vor. Das 17. Schützenkorps erreichte am 25. September Janow-Dobrostany und besetzte am 28. September Lubaczów. Das 2. Kavalleriekorps besetzte die Bukowina, die 24. Panzerbrigade rückte auf Cieszanów vor, organisierte den Schutz der Demarkationslinie und etablierte Patrouillen entlang des Flusses San. Am 28. September erhielt das Hauptquartier der Ukrainischen Front von der Stawka den Befehl an den erreichten Linien bis 18:00 Uhr anzuhalten, die Gruppe Wolotschisk wurde in 6. Armee umbenannt. Um 9:00 Uhr marschierte die 99. Schützendivision in Przemyśl ein, die Stadt wurde vom dortigen deutschen Kommando übernommen. Am Abend erreichte auch die Infanterie des 17. Schützenkorps das Gebiet der Bukowina und ersetzte die Sicherungen des 2. Kavalleriekorps. Die Truppen des 17. Schützenkorps sicherten schließlich am Mittellauf des San von Biłgoraj bis Przemysl. Am 30. September erteilte der Militärrat der Ukrainischen Front (Armeegeneral Timoschenko) nach Sicherung er neuen Grenzlinie, das Hauptquartier als wieder aufgelöst.

### 1941
Am Beginn des Vaterländischen Krieges schützte die 6. Armee den Raum westlich und nördlich von Lemberg an der Linie Krystynopol (Tscherwonohrad) – Rawa Ruska – Krakowez und war Teil der Südwestfront. Die Truppen nahmen an der Grenzschlacht nordwestlich von Lemberg teil. Das in Reserve stehende 37. Schützenkorps befand sich mehr als 100 km von der Grenze entfernt und nahm anfangs nicht an der Abwehr des deutschen Angriffs teil.
Armeegliederung am 22. Juni 1941
4. Mechanisiertes Korps – Generalmajor Andrei Andrejewitsch Wlassow
- 8. Panzerdivision – Oberst P. S. Fotschenkow
- 32. Panzerdivision – Oberst J. G. Puschkin
- 81. Motorisierte Schützendivision – Oberst P. M. Waripajew

15. Mechanisiertes Korps – Generalmajor Ignati Iwanowitsch Karpeso
- 10. Panzerdivision – Generalmajor S. J. Ogurtzow
- 37. Panzerdivision – Oberst F. G. Anikuschkin
- 212. Motorisierte Schützendivision – Generalmajor S. W. Baranow

6. Schützenkorps – Generalmajor I. I. Alexejew
- 41. Schützendivision – Generalmajor G. N. Mikuschew
- 97. Schützendivision – Oberst N. M. Sacharow
- 159. Schützendivision – Oberst I. A. Maschtschenko

5. Kavalleriekorps – Generalmajor F. W. Kamkow
- 3. Kavalleriedivision – Generalmajor M. F. Malejew
- 14. Kavalleriedivision – Generalmajor Wassili D. Krjutschonkin
- 4. und 6. befestigter Raum

37. Schützenkorps – Generalmajor S. P. Sybin
- 80. Schützendivision – Generalmajor W. I. Prochorow
- 139. Schützendivision – Oberst N. L. Loginow
- 141. Schützendivision – Generalmajor J. I. Tonkonogow

Die 6. Armee wurde während der Panzerschlacht von Dubno von der deutschen Panzergruppe 1 über Brody, Jampol in Richtung Kiew zurückgedrängt. Am 1. Juli verteidigten sich die Truppen entlang der Eisenbahnlinie Zdolbunow – Dubno – Brody, am rechten Flügel stand das neu zugeführte 36. Schützenkorps (Generalmajor P. W. Sysojew mit 228. und 146. Schützendivision) und die 14. Kavalleriedivision, in der Mitte verteidigte das 37. Schützenkorps und die 3. Kavalleriedivision, die linke Flanke im Raum Werba wurde vom 6. Schützenkorps mit der 41., 97. und 173. Schützendivision gehalten. Östlich davon begann die Verteidigungszone des 8. Schützenkorps der 26. Armee. Am 9. Juli wurde die Abwehrfront der 6. Armee durchbrochen, Panzerverbände des deutschen XXXXVIII. Panzerkorps erreichten rechts Schitomir und links Berditschew. Die 6. Armee umfasste in dieser Zeit das 7., 36., 37. und 49. Schützenkorps, sowie das 4. und 15. mechanisierte Korps. Ab 9. Juli nahmen die sowjetischen Truppen neue Verteidigungsstellungen östlich von Berditschew ein, in der ersten Staffel kämpfte das 15. und das neu angekommene 16. mechanisierte Korps, sowie die 213. motorisierte Division des 9. mechanisierten Korps der 5. Armee. Nordwestlich von Berditschew waren das 4. mechanisierte, das 49., 37. und 36. Schützenkorps als zweite Staffel eingesetzt. Ab 25. Juli wurde die 6. Armee Teil der Südfront, am 27. Juli umfasste die Armee das 37. und 49. Schützenkorps sowie das 16. mechanisierte Korps.
Am 27. und 28. Juli wurde die zweite Staffel der Armee bereits auf Dnjepropetrowsk zurückgenommen um die Verteidigung vorzubereiten. Das Hauptquartier der 6. Armee befand sich in Lipowetz, die Armeetruppen kämpften mit Front nach Norden, während deutsche Truppen bereits über Skwyra nach Süden umfassten. Weiter im Süden durchbrachen Truppen der deutschen Panzergruppe 1 die Verteidigung der sowjetischen 18. Armee und brachen nach Gaissin und Uman durch, wodurch die sowjetische 6. und 12. Armee bis zum 3. August in der Kesselschlacht bei Uman eingeschlossen wurden. Vom 3. bis 8. August 1941 konnten etwa 11.000 Rotarmisten und 1015 Fahrzeuge aus dem Kessel entkommen. Das Armeekommando 6, darunter Generalleutnant I. N. Musytschenko wurden gefangen genommen. Am 10. August wurde das Oberkommando der 6. Armee offiziell aufgelöst, die entkommenen Verbände auf die Nachbararmeen aufgeteilt.
Armeegliederung 1. August 1941
37. Schützenkorps (Brigkom. Semjon Petrowitsch Sybin)
- 80. Schützendivision (Generalmajor V. Prochorow)
- 139. Schützendivision (Oberst M. L. Loginow)
- 141. Schützendivision (Generalmajor J. I. Tonkonogow)

49. Schützenkorps (Generalmajor Sergei Jakowljewitsch Ogurtzow)
- 140. Schützendivision (Oberst D.M. Skripkin)
- 190. Schützendivision (Oberst G. Zverjew)
- 197. Schützendivision (Oberst S. D. Gubin)

16. mechanisierte Korps (Generalmajor Alexander Dmitiwitsch Sokolow)
- 15. Panzerdivision (Oberst W. I. Polozkow)
- 44. Panzerdivision (Oberst V. Krymow)
- 240. mot. Schützendivision (Oberst I. Gorbenko)

## Zweite Formation
Die Aufstellung der zweiten Formation 6. Armee erfolgte am 25. August 1941, dafür wurde der Kommandostab des 48. Schützenkorps verwendet.
- Die Armee umfasste anfangs die 169., 226., 230., 255., 273. und 275. Schützen-, die 26. und 28. Kavallerie-, die 8. Panzer- und 44. Kampfflieger-Division sowie andere kleinere Verbände.

Als Teil der Südfront verteidigte die Armee im Raum nordwestlich von Dnepropetrowsk zunächst eine Linie entlang des linken Ufers des Dnjepr. Ab 27. September 1941 kämpfte die 6. Armee bei der Verteidigung des Donbass-Gebietes.
Im Januar 1942 nahm sie an der Barwenkowo-Losowajaer Operation teil und Sicherung die linke, südlichen Angriffsflanke der Angriffstruppen Timoschenkos.
Armeegliederung März 1942
- 41., 45., 103., 248., 253., 266., 337. und 411. Schützendivision
- 199. Schützenbrigade
- 23. Panzerkorps (57. und 131. Panzer-Brigade, 23. mech. Brigade)

Im Mai 1942 wurde die Armee in der Kesselschlacht bei Charkow erneut aufgerieben. Nach der vollständigen Einschließung, die ab 25. Mai wirksam wurde, gelang es nur kleinen Teile der Armee auszubrechen, der Stab wurde vernichtet, die Armee am 10. Juni auf Befehl der Stawka wieder aufgelöst.

## Dritte Formation

### 1942
Eine neue Formation der 6. Armee wurde schon am 7. Juli 1942 auf der Grundlage der in der Reserve des Stawka-Oberkommandos befindlichen 6. Reservearmee etabliert.
- Die neue Armee umfasste die 45., 99., 141., 160., 174., 212., 219. und 309. Schützendivision, die 141. Schützenbrigade sowie andere Einheiten.

Ab 9. Juli wurde die 6. Armee Teil der Woronesch-Front und nahm umgehend an der Woronesch-Woroschilowgrader Operation teil. Im August konnten die Verbände der Armee mit ihren Gegenangriffen die Stadt Korotjak freikämpfen und zwei Brückenköpfe am rechten Ufer des Don bilden.
Am 19. Dezember 1942 wurde die 6. Armee mit folgender Gliederung Teil der zweiten Formation der Südwestfront:
- 15. Schützenkorps (172., 267. und 350. Schützendivision)
- 127., 160., 219., 270. und 309. Schützendivision
- 106. Schützen-Brigade

### 1943
Im Januar und Februar 1943 nahm die 6. Armee an der Schlacht am Donez und der Befreiung des Donbass teil. Ende Januar 1943 wurde von der übergeordneten Südwestfront (Armeegeneral Nikolai Watutin) die Panzergruppe Popow (4. Garde-, 3., 10. und 18. Panzerkorps) aufgestellt und dem Kommando von Markian Popow unterstellt. Diese Gruppe wurde im vorderen Abschnitt der 6. Armee zum Durchbruch auf Dnepropetrowsk angesetzt. Bis Ende Februar wurde die im Hinterland der gegnerischen Front operierende Panzergruppe Popow und die Masse der 6. Armee im Raum Losowaja und Slawjansk durch deutsche Gegenangriffe großteils zerschlagen. Im März war die reorganisierte 6. Armee an den Kämpfen im Raum südlich von Charkow und im September 1943 – im Raum südlich von Dnepropetrowsk an der Überquerung des Flusses Dnjepr beteiligt.
Armeegliederung im September 1943
- 4. Garde-Schützenkorps (20. und 38. Garde-, 228. und 263. Schützen-Division)
- 26. Garde-Schützenkorps (25., 35. und 41. Garde-Schützendivision)
- 34. Schützenkorps (152. und 267. Schützendivision)

Ab 20. Oktober 1943 wurde die 6. Armee Teil der 3. Ukrainischen Front.

### 1944
Im Winter und Frühjahr 1944 nahm die 6. Armee an der Nikopol-Kriwoi Roger Operation, an der Beresnegowatoje-Snigirjower Operation und Rückeroberung von Odessa teil.
Armeegliederung am 1. April 1944
- 34. Garde-Schützenkorps (59. und 61. Garde- sowie 243. Schützen-Division)
- 66. Schützenkorps (203., 244. und 333. Schützen-Division)

Im Juni 1944 wurden die Truppen der 6. Armee auf die Nachbarverbände – 37. und 46. Armee – aufgeteilt, der Armee-Kommandostab wurde ab dem 18. Juli zur Frontreserve der Stawka verlegt und in die Reserve des Hauptquartiers des Oberkommandos zurückgezogen.
Im Dezember 1944 wurde die 6. Armee wieder an der Front etabliert, im Abschnitt der 1. Ukrainische Front wurden erste Truppenteile von der 3. Garde- und der 13. Armee überstellt und damit am Weichsel-Abschnitt im Raum Sandomierz deren Verteidigungs-Abschnitt übernommen, um Angriffstruppen für die Jänner-Offensive freizumachen.

### 1945
Im Januar–Februar 1945 nahm die Armee an der Weichseloffensive und der Niederschlesischen Operation teil.
Die Einkreisung der Festung Breslau wurde zunächst von den Streitkräften der 6. Armee und der 5. Gardearmee gemeinsam durchgeführt. Nach einer Stunde Artilleriebeschuss, der am 8. Februar um 8:35 Uhr begann, folgte der erste Angriffs der 6. Armee. Teile des 7. Garde-mechanisierten Korps (Generalleutnant Iwan Petrowitsch Kortschagin) überquerten den Oder-Brückenkopf, um 12:00 Uhr überholte die erste Angriffsstaffel – 24. Garde- und 57. Garde-Panzerbrigade – die Infanterie und brach in den Rücken der deutschen Verteidigung ein. Die Infanterieeinheiten der 6. Armee konsolidierten zwischen dem 14. und 16. Februar die Fortschritte des 7. Garde-mechanisierten Korps und festigten den Ring der Belagerung um Breslau. Das 7. Garde-mechanisierte Korps wurde in der Nacht des 15. Februar aufgrund eines deutschen Gegenangriffs im Raum Striegau abgezogen.
Bereits am 18. Februar rückte die 5. Gardearmee in Richtung Küstrin ab, dafür verstärkte die von Osten auf Breslau anrückende 294. Schützendivision (Oberst Iwan Perepelisza) von der 52. Armee die Belagerungsfront. Die 24. und 26. Garde-Panzerbrigade wurden am 12. Februar von der 309. Schützendivision abgelöst, die gerade frisch aus den Kämpfen bei Liegnitz herangeführt wurde.
Das Oberkommando der 6. Armee hielt dann die Belagerung mit folgenden Verbänden alleine aufrecht:
22. Schützenkorps (Generalmajor Fjodor Wassiljewitsch Sacharow)
- 218. Schützen-Division (Oberst Pjotr S. Jeroschenko)
- 309. Schützen-Division (Oberst Boris D. Ljew)
- 273. Schützen-Division (Oberst Dmitri P. Sinkin)

74. Schützenkorps (Generalmajor Alexander Wassiljewitsch Woroschischtew)
- 181. Schützen-Division (Oberst Pawel Morosow)
- 359. Schützen-Division (Oberst Pjotr P. Kosolapow)
- 112. Schützen-Division (Oberst Dmitri Schukow)

Weitere Armeetruppen:
- 77. befestigter Raum
- 349. schweres Garde Artillerie-Regiment
- 87. Garde- und 222. Panzerregiment
- ab 20. April zugeführt: 135. Schützendivision (Oberst Filipp N. Romaschin)

Die Belagerung von Breslau führte zu zerstörerischen Straßenkämpfen von Haus zu Haus. Die Stadt wurde von der Artillerie der 6. Armee sowie der sowjetischen 2. und 18. Luftarmee und durch das Feuer der deutschen Verteidiger bis auf den Grund zerstört. Erst am 6. Mai, nach 82 Tagen Belagerung und kurz vor der bedingungslosen Kapitulation Deutschlands wurde die Stadt übergeben. Im September 1945 wurde die freigewordene 6. Armee aufgelöst, das Oberkommando wurde für die Verwaltung des Militärbezirks Orjol verwendet.

## Führung
Oberbefehlshaber
- Generalleutnant Filipp Iwanowitsch Golikow, 28. September 1939 – Juli 1940
- Generalleutnant Iwan Nikolajewitsch Musytschenko, 26. Juli 1940 – 10. August 1941
- Generalmajor/Generalleutnant Rodion Jakowlewitsch Malinowski, 25. August – 24. Dezember 1941
- Generalmajor/Generalleutnant Awksenti Michailowitsch Gorodnjanski, 25. Januar – 27. Mai 1942
- Generalmajor/Generalleutnant Fjodor Michailowitsch Charitonow, 8. Juli 1942 – 20. Mai 1943
- Generalleutnant Iwan Timofejewitsch Schljomin, 21. Mai 1943 – 28. Mai 1944
- Generaloberst Wjatscheslaw Dmitrijewitsch Zwetajew, 12. – 28. September 1944
- Generalmajor Fjodor Danilowitschew Kulischew, 29. September – 6. Dezember 1944
- Generalleutnant Wladimir Alexejewitsch Glusdowski, 7. Dezember 1944 – 9. Mai 1945

Stabschefs
- Generalmajor G. I. Sokolow, Juni 1940 – Mai 1941
- Brigadekommandant N. P. Iwanow, 25. Mai 1941 – 27. August 1941
- Generalmajor A. G. Batjun, 27. August 1941 – 15. April 1942
- Oberst N. I. Ljamin, 15. April 1942 – 7. Juni 1942
- Oberst N. W. Jeremin, 8. Juni 1942 – 4. August 1942
- Oberst S. M. Protas, 5. August 1942– 17. November 1942
- Generalmajor A. N. Afanasjew, 17. November 1942 – 18. Februar 1943
- Oberst B. A. Fomin, 19. Februar 1943 – 4. März 1943
- Generalmajor F. D. Kulischew, 4. März 1943 – 29. September 1944
- Oberst N. W. Simanowski, 29. September 1944 – 6. Dezember 1944
- Generalmajor F. D. Kulischew, 6. Dezember 1944 – 9. Juli 1945

Mitglieder des Militärrates
- Brigadekommissar G. N. Sacharytschew, 1939 – 1940
- Divisionskommissar N. K. Popow, 5. Juni 1940 – 10. August 1941
- Brigadekommissar K. W. Krainjukow, 25. August 1941 – 1. September 1941
- Brigadekommissar I. I. Larin, 1. September 1941 – 30. Dezember 1941
- Divisionskommissar J. T. Poschidajew, 30. Dezember 1941 – 19. April 1942
- Brigadekommissar L. L. Danilow, 20. April 1942 – 10. Juni 1942
- Korpskommissar L. S. Mechlis, 4. Juli 1942 – 25. September 1942
- Divisionskommissar W. J. Klokow, 5. Oktober 1942 – 9. Juli 1945